# Miluše Sedláková
Miluše Sedláková (5. června 1936 – 16. dubna 2003) byla česká psycholožka. Zabývala se především kognitivní psychologií, je považována za průkopnici této disciplíny v České republice.  Mezi témata, kterými se zabývala, patřila teorie mysli nebo mentální reprezentace a modelování. Dále se věnovala například psycholingvistice a psychosémantice nebo psychologii architektury.

## Život
V roce 1959 vystudovala obor psychologie - filozofie na filozofické fakultě Univerzity Jana Evangelisty Purkyně v Brně (dnešní Masarykově univerzitě) poté nastoupila jako psycholožka v Záchytném dětském domově v Kroměříži. V letech 1960–1962 působila jako odborná asistentka na Pedagogickém institutu v Ostravě. V roce 1962 nastoupila na interní aspiranturu k prof. Tardymu na katedře psychologie filozofické fakulty Univerzity Karlovy, krátce po svém nástupu se ujala i výuky. Po ukončení aspirantury přechází na vědecko-pedagogické působení na katedře: v letech 1965–1978 přednáší na témata obecné psychologie, přehledu psychologických systémů nebo aktuálních problému teoretické psychologie. Byla chválena pro “vysokou vědeckou úroveň, až neuvěřitelnou erudici, přesnost a vytříbenost jejího projevu.” 
V letech 1976–1979 byla členkou redakční rady časopisu Československá psychologie. 
V roce 1978 nuceně přerušila své působení na FF UK, nastupuje do Kabinetu teorie architektury Výzkumného ústavu výstavby a architektury v Praze, kde pokračuje ve vědecko-pedagogické činnosti, přednáší na odborných seminářích či v kurzech, vede aspiranty, spolupracuje s pracovišti základního psychologického výzkumu a podílí se na řešení úkolů státního plánu základního výzkumu. Zároveň zde pokládá základy české psychologie architektury.
V roce 1985 přechází do oddělení obecné psychologie Psychologického ústavu ČSAV (dnešní AV ČR), zde v rámci rozsáhlého kolektivu pracuje na Psychologickém výkladovém slovníku, jehož byla hlavní editorkou, slovník ale nebyl vydán. 
V roce 2001 byla na 10. Evropském kongresu psychologie práce a organizace vyznamenána za celoživotní osobitý přínos psychologické vědě. 
Její poslední dílo, Kapitoly z kognitivní psychologie: Mentální reprezentace a mentální modely, vyšlo posmrtně. 